# 瓦什蒂·班扬
詹妮弗·瓦什蒂·班扬（Jennifer Vashti Bunyan，1945年3月2日—）是一位英格兰创作型歌手。她的音乐生涯始于1960年代中期，后于1970年发行了首张专辑《Just Another Diamond Day》。该专辑销量不佳，班扬沮丧地放弃了音乐事业。至2000年，她的专辑已有了一批狂热追随者；于是班扬又重新发行了那张专辑，还录制了更多歌曲，时隔30余年，开启了自己的第二段音乐生涯。她后来又发行了两张专辑，分别是《Lookaftering》（2005年）和《Heartleap》（2014年）。